# Matthew Nastuk
Matthew Nastuk es un director de animación en Los Simpson. Comenzó a dirigir durante la décima temporada.

## Créditos como director

### Trabajos enLos Simpson
Ha dirigido los siguientes episodios:
| Año  | Título original                                | Título en Hispanoamérica                      | Título en España                          | Temporada | Episodio | Ref    |
| ---- | ---------------------------------------------- | --------------------------------------------- | ----------------------------------------- | --------- | -------- | ------ |
| 1998 | D'oh-in' In the Wind                           | D'oh, en el viento                            | ¡Oh! En el viento                         | 10        | 6        | [ 1 ]  |
| 1999 | Make Room for Lisa                             | Un espacio para Lisa                          | Dejad sitio a Lisa                        | 10        | 16       | [ 2 ]  |
| 1999 | Grift of the Magi                              | Un gran embaucador                            | El timo de los Reyes Magos                | 11        | 9        | [ 3 ]  |
| 2000 | Treehouse of Horror XI                         | Especial de Noche de Brujas de los Simpson XI | La casa-árbol del terror XI               | 12        | 1        | [ 4 ]  |
| 2001 | Worst Episode Ever                             | El peor episodio de la serie                  | El peor episodio de la historia           | 12        | 11       | [ 5 ]  |
| 2002 | Brawl in the Family                            | Conflictos familiares                         | Discusión familiar                        | 13        | 7        | [ 6 ]  |
| 2002 | The Sweetest Apu                               | El dulce Apu                                  | El Apu más dulce                          | 13        | 19       | [ 7 ]  |
| 2003 | Barting Over                                   | Emancipación                                  | Bartir de cero                            | 14        | 11       | [ 8 ]  |
| 2003 | The Fat and the Furriest                       | El gordo y el peludo                          | El gordo y el peludo                      | 15        | 5        | [ 9 ]  |
| 2004 | Milhouse Doesn’t Live Here Anymore             | Milhouse ya no vive aquí                      | Milhouse ya no vive aquí                  | 15        | 12       | [ 10 ] |
| 2004 | Catch 'em If You Can                           | Atrápenos si pueden                           | Atrápalos si puedes                       | 15        | 18       | [ 11 ] |
| 2004 | She Used to Be My Girl                         | Ella era mi chica                             | Ella era mi amiga                         | 16        | 4        | [ 12 ] |
| 2005 | The Seven-Beer Snitch                          | El soplón vive arriba                         | El informante                             | 16        | 14       | [ 13 ] |
| 2005 | The Last of the Red Hat Mamas                  | Los dulces tomates rojos                      | Las últimas mamás sombrero rojo           | 17        | 7        | [ 14 ] |
| 2006 | Homer Simpson, This Is Your Wife               | Homero Simpson, ésta es tu esposa             | Homer Simpson, ésta es su esposa          | 17        | 15       | [ 15 ] |
| 2006 | Ice Cream of Margie (With the Light Blue Hair) | Helados de Marge (la del cabello azul claro)  | Helado de Margie (con cabello azul claro) | 18        | 7        | [ 16 ] |
| 2007 | Homerazzi                                      | Homerazzi                                     | Homerazzi                                 | 18        | 16       | [ 17 ] |
| 2007 | You Kent Always Say What You Want              | No siempre puedes decir lo que quieres        | Kent no siempre puede decir lo que quiere | 18        | 22       | [ 18 ] |
| 2007 | Midnight Towboy                                | Grúa de medianoche                            | Grúa-boy de medianoche                    | 19        | 3        | [ 19 ] |
| 2008 | The Debarted                                   | La trampa para Bart                           | Infilbartado                              | 19        | 13       | [ 20 ] |
| 2009 | Lisa the Drama Queen                           | Lisa, la reina del drama                      | Lisa, la reina del drama                  | 20        | 9        | [ 21 ] |
| 2009 | Father Knows Worst                             | Papá no sabe nada                             | Un padre nunca tiene razón                | 20        | 18       | [ 22 ] |
| 2010 | Once Upon a Time in Springfield                | Érase una vez en Springfield                  | Érase una vez en Springfield              | 21        | 10       | [ 23 ] |
| 2010 | Moe Letter Blues                               | El blues de la carta de Moe                   | Cuanto más Moe, mejor                     | 21        | 21       | [ 24 ] |
| 2011 | Lisa Simpson, This Isn't Your Life             | Lisa Simpson, ésta no es tu vida              | Lisa Simpson, ésta no es tu vida          | 22        | 5        | [ 25 ] |
| 2011 | Angry Dad: The Movie                           | Papá enojado: La película                     | Papá rabioso: La película                 | 22        | 14       | [ 26 ] |
| 2011 | The Falcon and the D'ohman                     | El halcón y el hombre D´oh                    | El juego del halcón y el hombre, ¡jo!     | 23        | 1        | [ 27 ] |
| 2012 | At Long Last Leave                             | Por fin se van                                | ¡Por fin se marchan!                      | 23        | 14       | [ 28 ] |
| 2013 | Hardly Kirk-ing                                | Casi Kirk                                     |                                           | 24        | 13       | [ 29 ] |
| 2013 | Whiskey Business                               | El negocio del whisky                         |                                           | 24        | 19       | [ 30 ] |
| 2014 | Steal This Episode                             | Roba este episodio                            |                                           | 25        | 9        | [ 31 ] |
| 2014 | What to Expect When Bart's Expecting           | Qué Esperar cuando Bart Está Esperando        |                                           | 25        | 19       | [ 32 ] |
| 2014 | Brick Like Me                                  | Un Bloque como Yo                             |                                           | 25        | 20       | [ 33 ] |
| 2014 | Opposites A-Frack                              | Los opuestos A-Frack                          |                                           | 26        | 5        | [ 34 ] |